# Samnaun
Samnaun (rétorománsky Samagnun nebo Samignun) je obec ve švýcarském kantonu Graubünden, okresu Engiadina Bassa/Val Müstair. Nachází se v Samnaunských Alpách, asi 63 kilometrů severovýchodně od Svatého Mořice a 43 kilometrů severovýchodně od Davosu v nadmořské výšce 1846 metrů. Žije zde 773 obyvatel.

## Historie

Letecký pohled na údolí Samnaunu (1954)

Historie Samnaunu je úzce spjata s historií dolního Engadinu. První osadníci, kteří přišli do údolí Samnaun mezi lety 800 a 1000 n. l. hledat nové pastviny, pocházeli právě z dolního Engadinu. Samnaun sloužil jako osada a později byl součástí obce Ramosch. Stará rétorománská kultura je tak stále přítomná a odráží se především v místních a horských názvech. První zmínka o obci pochází z roku 1220 pod názvem Samaium.
Jediným spojením s okolním světem byly průsmyky do Engadinu a Paznaunu a cesta pro volské povozy přes Spiss do Pfundsu. Po této cestě se rozvíjel čilý obchod se sousedním Tyrolskem.
Navzdory kulturním vlivům z Tyrolska zůstaly jazykové poměry v Samnaunu po staletí stejné. V rodinách se až do roku 1800 mluvilo téměř výhradně rétorománsky. Poslední místní obyvatel, který ovládal rétorománštinu ve specifickém místním dialektu, zemřel v roce 1935. Obyvatelé obce totiž dnes mluví tyrolským dialektem němčiny, který však pochází z jižního Bavorska a s tímto zvláštním akcentem se vyskytuje pouze v tomto údolí.
Centralizace švýcarského celního systému v roce 1848 znamenala náhlý konec obchodu s Tyrolskem. Obyvatelé Samnaunu tak přišli o důležitý zdroj příjmů. Nejprve v roce 1888 a poté znovu o čtyři roky později, tentokrát s podporou okresního úřadu v Ramosch a kantonu Graubünden, podali spolkovým úřadům žádost o vyloučení Samnaunu ze švýcarského celního území. V roce 1892 Spolková rada této žádosti vyhověla a Samnaun byl osvobozen od cla. Spolková rada odůvodnila své rozhodnutí především neexistencí přímé přístupové cesty přes švýcarské území do Samnaunu a zvýšením nákladů na potraviny pro obyvatele údolí v důsledku cla. Bezcelní status měl být původně udělen pouze do doby, než bude vybudována přímá spojovací silnice do Švýcarska. Ta byla otevřena v roce 1912. Později byl tento status rozšířen a dnes zajišťuje mnoho pracovních míst nejen v údolí Samnaunu, ale i v okolních regionech dolního Engadinu a Tyrolska.

## Geografie

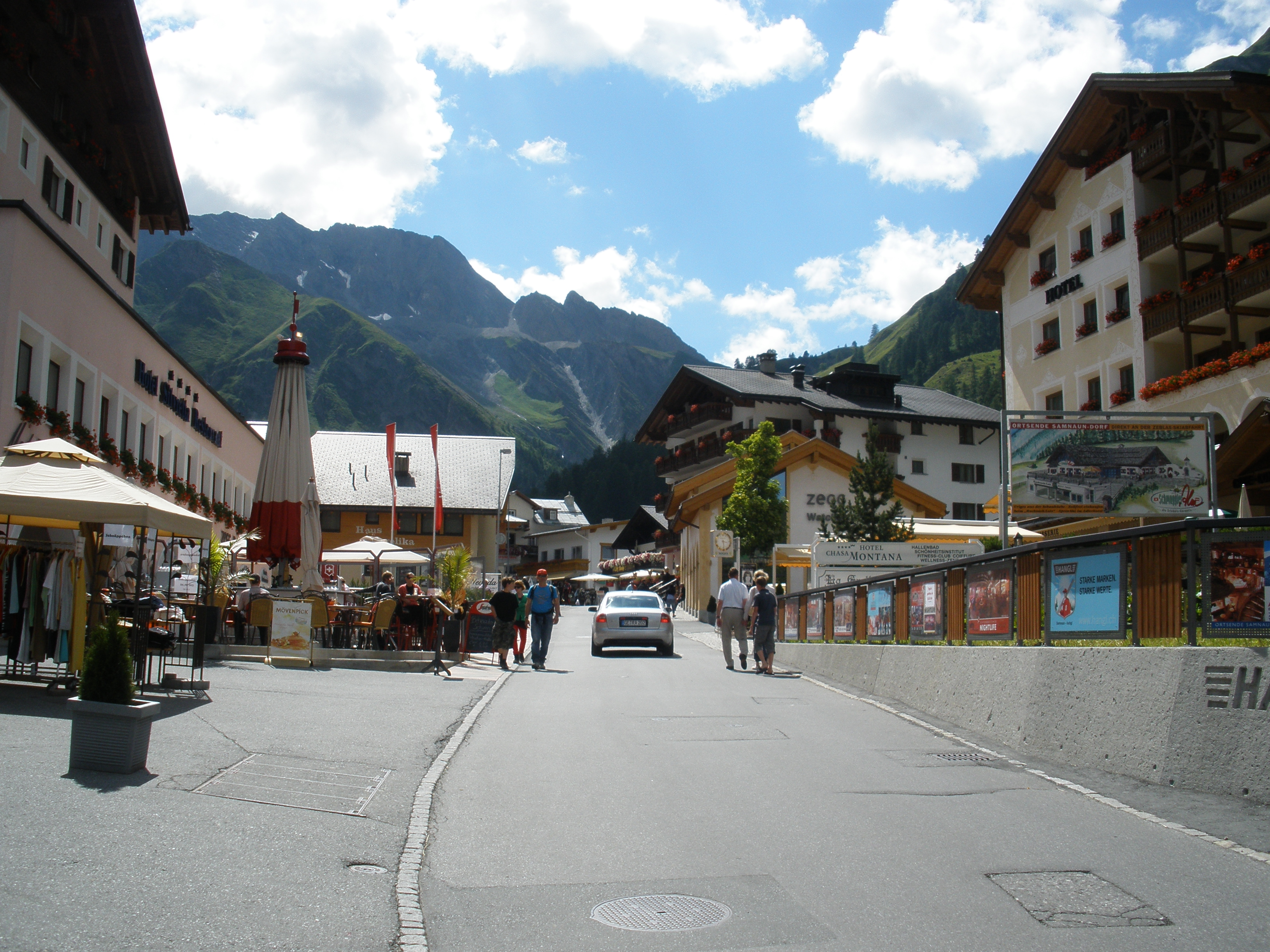
Centrum obce

Samnaun leží ve stejnojmenném pohoří, na samém východě Švýcarska, v nadmořských výškách přes 1500 metrů. Se zbytkem státu jej spojuje jediná silnice. Nejvyšším bodem na území obce je Muttler, vysoký 3 294 metrů, jenž je zároveň nejvyšším vrcholem Samnaunských Alp. K Samnaunu patří také menší osady Ravaisch, Plan, Laret a Compatsch.

## Obyvatelstvo
| Rok            | 1835 | 1850 | 1900 | 1950 | 2000 | 2019 |
| Počet obyvatel | 387  | 313  | 357  | 424  | 743  | 772  |

### Jazyky
Samnaun je jedinou obcí ve Švýcarsku, která patří do bavorské jazykové oblasti.
Zvláštní topografická poloha a vztah k sousednímu Tyrolsku, jakož i emigrace reformovaných vedly v 19. století k tomu, že obyvatelé Samnaunu opustili svou dřívější tradiční mateřštinu, rétorománský dialekt vallader. Změna jazyka z graubündenské rétorománštiny na němčinu začala kolem roku 1820; podle sčítání lidu roku 1860 mluvilo rétorománsky ještě 10 domácností oproti 68 německým a o deset let později se k rétorománštině přihlásila už jen jediná domácnost. Když Robert de Planta a Florian Melcher v letech 1899–1910 zapisovali rétorománštinu pro vznikající slovník Dicziunari Rumantsch Grischun, setkali se jen s posledními několika mluvčími. Za posledního mluvčího samnaunské rétorománštiny je považován Augustin Heiss, který zemřel v roce 1935.
Rétorománský dialekt byl nahrazen nářečím oberinntalským, tyrolským dialektem. Slovní zásoba samnaunského dialektu je proto zaznamenána ve Slovníku bavorských dialektů v Rakousku.
Následující tabulka ukazuje vývoj v posledních desetiletích:
| Jazyky v Samnaunu |                   |                   |                   |                   |                   |                   |
| Jazyk             | Sčítání lidu 1980 | Sčítání lidu 1980 | Sčítání lidu 1990 | Sčítání lidu 1990 | Sčítání lidu 2000 | Sčítání lidu 2000 |
| Jazyk             | Počet             | Podíl             | Počet             | Podíl             | Počet             | Podíl             |
| Němčina           | 569               | 95,31 %           | 619               | 97,02 %           | 695               | 93,54 %           |
| Rétorománština    | 4                 | 0,67 %            | 10                | 1,57 %            | 6                 | 0,81 %            |
| Italština         | 1                 | 0,17 %            | 3                 | 0,47 %            | 6                 | 0,81 %            |
| Počet obyvatel    | 597               | 100 %             | 638               | 100 %             | 743               | 100 %             |

Mezitím se do Samnaunu přistěhovali také Portugalci, Srbové a Chorvati. Jejich podíl na obyvatelstvu Samnaunu činil v roce 2000 přibližně 2 %.

## Hospodářství

### Bezcelní zóna

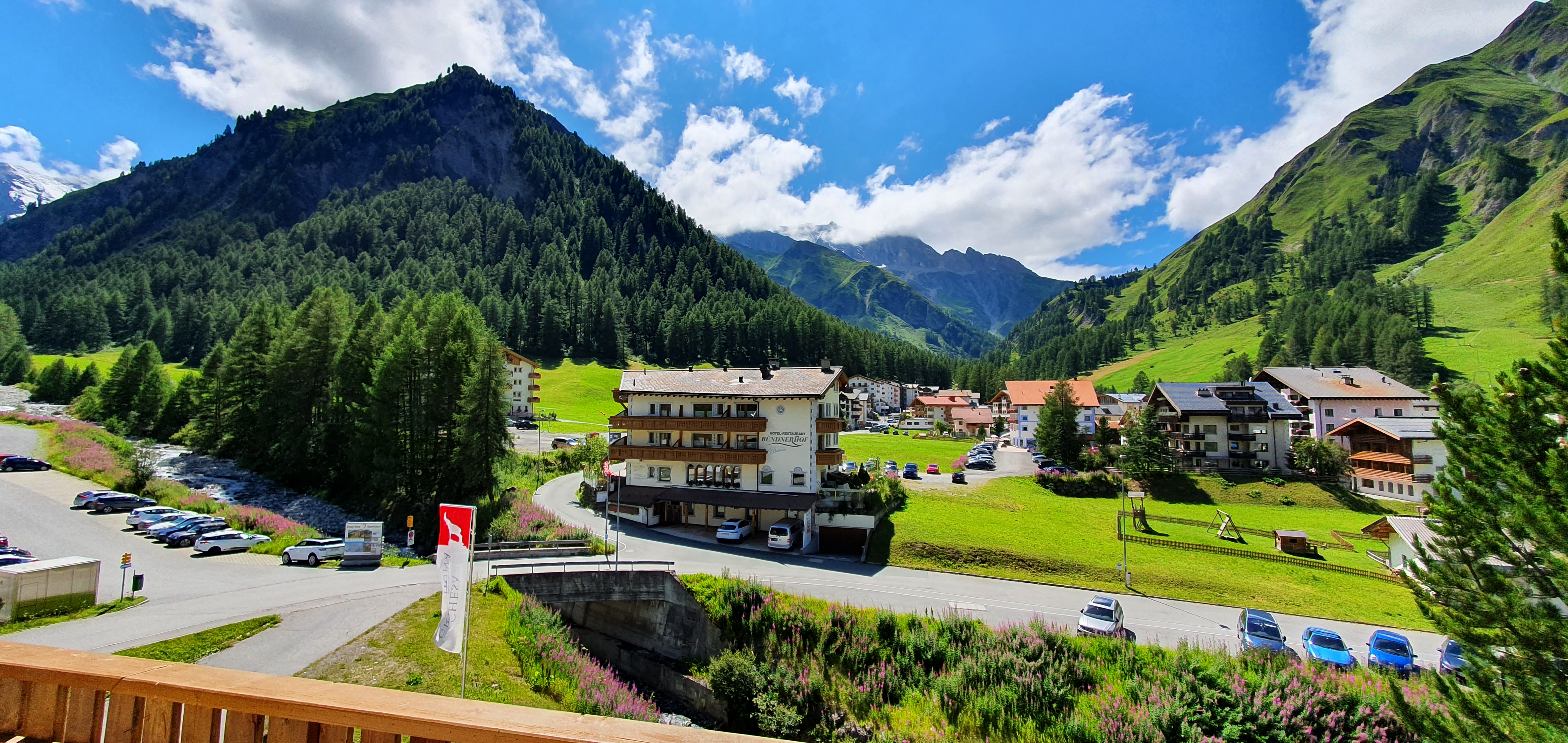
Samnaun

Vzhledem k zeměpisné poloze vedla až do roku 1912 jediná přístupová cesta do obce přes rakouské území. Proto se Samnaun stal švýcarskou bezcelní zónou; na hraničním přechodu jsou pouze rakouští celníci. Kromě zimních atrakcí se obec z tohoto důvodu stala také turistickou atrakcí. Turisté ze Švýcarska musí při překročení hranice v osadě Martina (obec Valsot) deklarovat a zaplatit clo za zboží, které překračuje limity pro osvobození od cla.
Dodavatelé nemusí při dovozu zboží do Samnaunu platit clo a mohou je prodávat místním prodejcům za odpovídající nižší cenu. Obec sice vybírá vlastní cla, ta jsou však podstatně nižší než švýcarské celní sazby. Stížnost proti těmto odvodům byla švýcarským Spolkovým soudním dvorem zamítnuta.

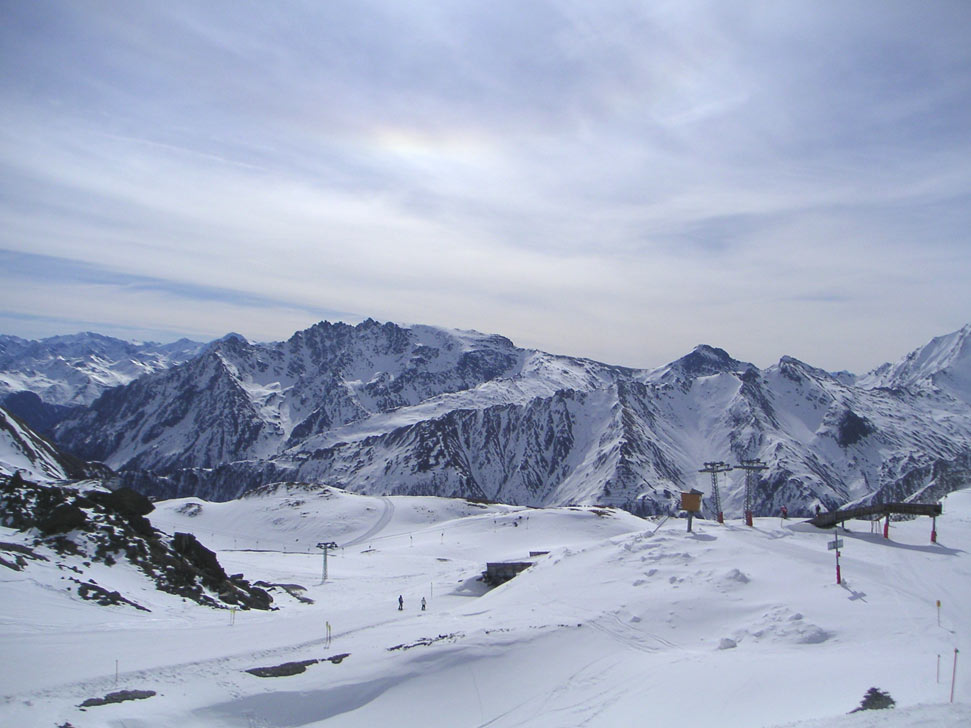
Silvretta Arena

Když byla 1. ledna 1995 zavedena švýcarská DPH, diskutovalo se o zrušení bezcelního statusu Samnaunu. Na základě znaleckého posudku, který si obec nechala vypracovat u Spolkové vysoké technické školy v Curychu (ETH) a který prokázal negativní dopady na hospodářství a zaměstnanost v této strukturálně slabé oblasti, a protože by se bezcelní turistika poté pravděpodobně přesunula do Livigna, byl bezcelní status zachován, ale i v Samnaunu byla zavedena švýcarská DPH se základní sazbou, která v současnosti činí 7,7 %, a sníženou sazbou 3,7 % pro hotely a 2,5 % pro potraviny, knihy atd. Švýcarský federální soud rozhodl o zrušení bezcelního statusu v Samnaunu.
Aby se nemusely investovat miliony franků do výstavby nových celních zařízení, odhadují se příjmy v řádu jednotek milionů franků a obec je odvádí paušálně Spolkové daňové správě v Bernu z výnosů z cla na bezcelní výrobky. Naproti tomu v nedaleké italské bezcelní oblasti Livigno se DPH nevybírá.

### Turismus
V Samnaunu je v provozu lyžařský areál Silvretta Arena, který je spojen přes horský hřeben a hranici s rakouskou obcí Ischgl ve spolkové zemi Tyrolsko. Jedná se o jednu z největších lyžařských oblastí ve východních Alpách.

## Zajímavost

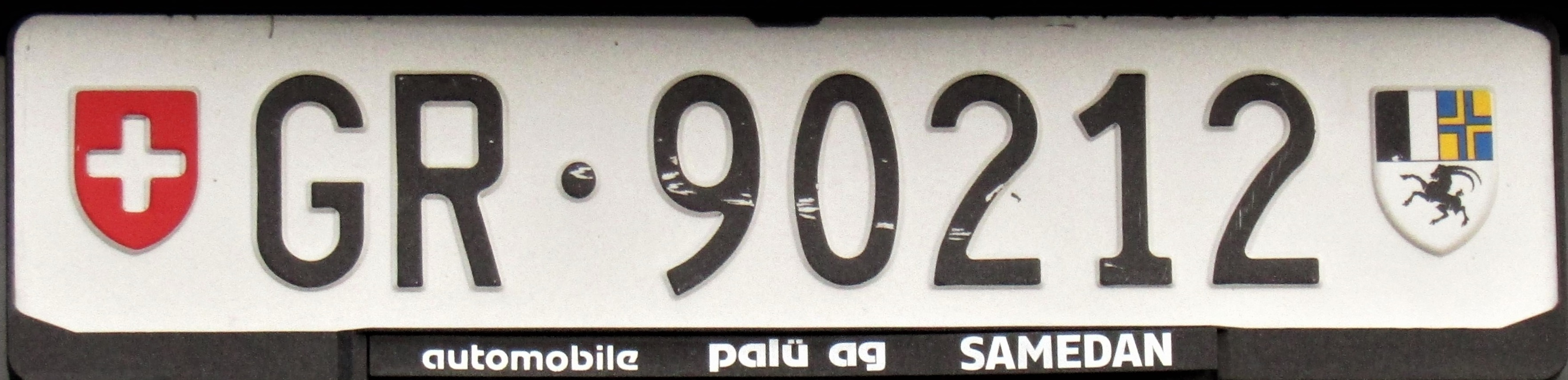
Poznávací značka ze zvláštní číselné řady, vyhrazené pro Samnaun

V číselné sérii poznávacích značek kantonu Graubünden byla pro obyvatele obce Samnaun již od poloviny 20. století vyhrazena zvláštní číselná řada, a to GR 90001–94999. Mezi lety 2006–2007 však byla čísla GR 92000–94999 vydána obyvatelům jiných oblastí kantonu, proto pro obyvatele Samnaunu zůstala vyhrazena číselná řada pouze GR 90001–91999. Vzhledem k tomu, že Samnaun je bezcelní oblastí a motorová vozidla zde zakoupená nemusí být proclena ani ve Švýcarsku, ani v Rakousku, speciální poznávací značka informuje celní orgány o tom, že vozidlo nebylo procleno. Pokud je takové vozidlo později prodáno mimo Samnaun (ale do Švýcarska), musí ho nový majitel proclít. Na rozdíl od zbytku Švýcarska nedostávají obyvatelé Samnaunu pro svá bezcelní vozidla dočasnou celní poznávací značku s červeným pruhem a písmenem „Z“, ale normální kantonální poznávací značku s touto zvláštní číselnou řadou.